# Wägeform
Die Wägeform bezeichnet in der quantitativen Analyse, einen chemischen Stoff in definierter Zusammensetzung.
Ein Stoff in Wägeform ist massenkonstant. Das bedeutet, dass seine Masse sich nicht mehr verändert. Ein Produkt in Wägeform hat keine hygroskopischen Eigenschaften mehr, bindet keinen Kohlenstoffdioxid aus der Luft und besitzt eine bekannte Stöchiometrie.
Durch Glühen lässt sich die Fällungsform in die Wägeform überführen und kann nach dem Abkühlen bequem an der Analysenwaage ausgewogen werden.